# Bataille de Virden
 (juin 2024).
« Guerres du Charbon » 
(ensemble des luttes des mineurs pour leurs droits aux États-Unis au début du XXe siècle)
Batailles
Guerres du charbon :
- Guerre de Coal Creek
- Bituminous Coal Miners' Strike of 1894 (en)
- Massacre de Lattimer
- Illinois coal wars (en)
- Bataille de Virden
- Pana massacre (en)
- Grève du charbon de 1902
- Westmoreland County coal strike of 1910–1911 (en)
- Paint Creek–Cabin Creek strike of 1912 (en)
- Colorado Coalfield War (1913-1914) (en)
- Massacre de Ludlow
- Hartford coal mine riot (en)
- West Virginia coal wars (en)
- Bataille de Matewan
- Bataille de Blair Mountain
- 1920 Alabama coal strike (en)
- Herrin Massacre (en)
- Columbine Mine massacre (en)
- Harlan County War (en)
- Battle of Evarts (en)

La bataille de Virden, aussi connue sous le nom de massacre de Virden, a eu lieu le 12 octobre 1898, et a impliqué la United Mine Workers of America. La bataille a tué 4 agents de la Thiel Detective Service Company et 7 mineurs grévistes, et a blessé plus d'une trentaine de personnes. C'est l'un des nombreux conflits mortels de l'Illinois, reflétant à la fois les tensions autour des syndicats et les violences inter-raciales.

## Virden
Le 24 septembre, un train rempli de mineurs afro-américains, potentiellement briseurs de grève, recrutés par la Chicago-Virden Coal Company, arrive à Virden (Illinois) par la voie ferrée Chicago & Alton Railroad et s'y arrête. Les mineurs afro-américains sont informés par des représentants de la UMWA Local 693 qu'une grève venait de commencer. Le train continua alors sa route plus au nord jusqu'à Springfield, dans l'Illinois, sans incident.
Le 12 octobre 1898, un autre train venu du nord s'arrêta à Virden, transportant une cinquantaine d'autres briseurs de grève potentiels. Il venait de Birmingham, dans l'Alabama, et était passé par East St. Louis, où étaient montés des détectives de la Thiel Detective Service Company armés de fusils Winchester. Le train s'arrêta sur la voie C&A RR, juste à l'extérieur de la palissade qui bloquait la mine principale. Alors que les grévistes essayèrent d'entourer le train, les agents de Thiel ouvrirent le feu.
Les grévistes aussi étaient armés. Une fusillade éclata autour du train des briseurs de grève, il y eut des morts et des blessés des deux côtés. 7 mineurs furent tués et 30 blessés ; 4 agents de Thiel furent tués et 5 blessés ; de nombreux briseurs de grève à l'intérieur du train furent également blessés. Après vingt minutes de fusillade, le conducteur du train accepta la défaite, la locomotive et son camion ravitailleur s'éloignèrent de la mine principale et partirent en direction de Springfield, abandonnant les briseurs de grève dans leurs wagons. Par ailleurs, alors que les mineurs avaient gagné la bataille, leurs sentiments envers les briseurs de grève afro-américains de l'Alabama devinrent hostiles.

## Appel à la Garde Nationale
Le gouverneur Tanner ordonna à la Garde Nationale de l'Illinois d'empêcher plus de briseurs de grève d'arriver. Il déclara que si un seul autre wagon transportant des briseurs de grève arrivait, il faudrait alors « le réduire en pièce à l'aide de mitrailleuses Gatling ». En réponse aux ordres de Tanner, le capitaine chargé de la Garde de l'Illinois à Pana promit :

« Si des Nègres sont transportés jusqu'à Pana alors que j'y suis en service, et s'ils refusent de partir après que je leur en aurais donné l'ordre, dans ce cas, je donnerais l'ordre à mes hommes de faire feu. Si je perds le moindre homme sous mon commandement alors plus aucun Nègre ne pourra jamais venir à Pana. »

Le gouverneur admit qu'il n'avait aucune base légale pour interdire l'arrivée de briseurs de grève, mais argua qu'en le faisant il accomplissait la volonté du peuple.
Les propriétaires des mines capitulèrent à la mi-novembre, et acceptèrent de laisser la United Mine Workers of America syndiquer les mines de charbon de Virden. Par la suite, la ville de Virden devint une « sundown town », c'est-à-dire une ville réservée exclusivement aux Blancs, pour plusieurs décennies.
Un monument dans le parc municipal de Virden commémore la grève des mineurs de charbon de 1898 et la bataille du 12 octobre, ainsi que sa fin amère. Le monument contient un grand bas-relief de bronze qui contient le nom de ceux qui ont été tués au cours de la fusillade, et une copie du prospectus de recrutement mensonger distribué par la Chicago-Virden Company à Birmingham, en Alabama, pour recruter des mineurs afro-américains. La principale partie du monument est faite d'une représentation symbolique de la voie Chicago&Alton et de l'assaut des grévistes. Les agents de Thiel sont représentés en train de pointer leurs Winchester vers les grévistes et leurs familles. Au-dessus du bas-relief se trouve un bronze de Mary Harris Jones (« Maman Jones »).
Maman Jones elle-même est enterrée dans le cimetière des mineurs syndiqués près de Mount Olive, dans l'Illinois, aux côtés des mineurs morts dans l'affrontement.

## Conflits liés
Les mêmes conditions et organisations se retrouvent dans des événements semblables dans trois autres villes : durant le Massacre de Pana, à Pana, dans l'Illinois, le 10 avril 1899 ; à Lauder (aujourd'hui Cambria, dans l'Illinois) le 30 juin ; et à Carteville, aussi dans l'Illinois, le 17 septembre.
Avant même la bataille de Viden, il y avait déjà à Pana, une ville sans syndicat, un contingent d'une milice d'État appelée par le gouverneur John Riley Tanner pour conserver la paix. La milice quitte la ville en mars, et le 10 avril, une escarmouche éclate entre des grévistes, et des agents de sécurité privés et des briseurs de grève, causant 7 morts et au moins 15 blessés, dont beaucoup parmi les témoins de la scène.
À Lauder, un groupe de mineurs afro-américains voyageant par train depuis Pana sont attaqués le 30 juin. Une femme, Anna Karr, est assassinée, et une vingtaine de personnes sont blessées.
À Carteville, le 17 septembre, 5 autres mineurs afro-américains non syndiqués sont tués au cours d'une émeute raciste. Les jurés locaux acquittèrent tous ceux qui furent accusés d'avoir participé à cette attaque.